# Eugen Preiß
Eugen Preiß bzw. Eugen Preiss (eigentlich Eisig Preiss; * 17. Februar 1873 in Stryj, Galizien; † 24. April 1961 in Wien) war ein österreichischer Schauspieler, Hörspielsprecher, Drehbuchautor und Regisseur.

## Leben und Wirken

### Anfänge am Theater
Der Sohn des Kaufmanns Leiser Preiss und dessen Frau Scheindel, geb. Leopold, begann seine Theaterlaufbahn zum Ende des 19. Jahrhunderts und trat zunächst an winzigen Bühnen in Städten wie Proßnitz (Spielzeit 1899/1900) und St. Pölten (Spielzeit 1901/1902) auf, ehe er 1904 in Berlin eintraf, um ein Engagement am Luisen-Theater anzutreten. In der darauf folgenden Saison kehrte Eugen Preiß in die Provinz zurück, begann nunmehr als Gastspielkünstler auch Stücke zu inszenieren und wirkte in Kleinstädten wie Schweidnitz, Stralsund, Pilsen, wo er auch Stücke einstudierte bzw. inszenierte, und Troppau. In kaum einem dieser Orte blieb Preiß länger als eine Spielzeit. Mitte 1910 sah man den umtriebigen Künstler an Wiens Johann Strauß-Theater, 1911 kam Preiß einer Verpflichtung als Schauspieler und Oberregisseur am kleinen Eugen-Jensen-Ensemble nach. In der darauf folgenden Spielzeit zog es ihn wieder in die Provinz, an das Theater von Bielitz, wo Preiß erneut auch Regie führen konnte. Inmitten des Ersten Weltkrieges wechselte er an das Stadttheater im böhmischen Teplitz-Schönau, wo er bis wenige Monate vor Kriegsende blieb, und gehörte auch dem dortigen Bühnenvorstand an. Ebenfalls dort heiratete er 1916 die Sängerin Eleonora Fehringer. Mittlerweile war Preiß in das Rollenfach der Väter hineingewachsen. Bei Kriegsende im Herbst 1918 befand sich Eugen Preiß im heute slowenischen Marburg an der Drau, wo er noch kurz zuvor das Lustspiel Die verlorene Tochter inszeniert hatte.

### Beim Stummfilm und Überleben im NS-Staat
Mit dem Abfall der k.u.k.-Provinzen aus dem österreichisch-ungarischen Staatsverband fand sich Eugen Preiß erneut in Wien ein und fokussierte nach kurzer Bühnentätigkeit mit Beginn der 1920er Jahre seine Aktivitäten ganz auf den Film. Dabei konzentrierte er sich als Schauspieler bzw. Drehbuchautor auf Dramen wie Die Würghand und Der tote Hochzeitsgast (nach Heinrich Heines Don Ramiro). Seine einzige abendfüllende Regiearbeit, der 1925 hergestellte dramatische siebenaktige Zeitstoff Haifische der Nachkriegszeit, wurde von der Kritik als vorzügliches Werk und als ungemein packend bezeichnet: „In Bildern von staunenswerter Realistik zeigt dieser Film einen Ausschnitt aus dem Leben der unmittelbaren Nachkriegsperiode, jener Epoche, die mit all ihren Schrecknissen uns noch lebhaft in Erinnerung ist.“
Als Jude entwickelte Eugen Preiß überdies eine besondere Vorliebe für explizit jüdische Stoffe wie Theodor Herzl, der Bannerträger des jüdischen Volkes, Ost und West, Der Fluch und Der Abtrünnige. Zum Ausklang der Stummfilmzeit in Österreich Ende der 1920er Jahre stellte Preiß vorübergehend seine Filmtätigkeit komplett ein und begann in Rundfunkübertragungen mitzuwirken. Theateraktivitäten von Preiß mit Festengagements sind in dieser Zeit nicht mehr auszumachen. 1941 – Österreich war inzwischen von Hitler-Deutschland annektiert worden – erzwangen die Umstände Preiß’ Rückkehr vor die Kamera: Da man ihm als in Wien verbliebenem „Nicht-Arier“ unverhohlen mit Deportation drohte, nahm der mittlerweile recht betagte Künstler die antisemitisch verzeichnete kleine Rolle des jüdischen Kaufmanns Salomonssohn in dem antipolnischen Hetz- und Propagandafilm Heimkehr an.

### Die späten Jahre
Nach der Befreiung und Wiederherstellung Österreichs kehrte Eugen Preiß nicht mehr für Festengagements ans Theater zurück, sondern trat stattdessen kurz hintereinander (1947/48) in zwei Filmen auf, darunter das philosemitische Drama Der Prozeß von G. W. Pabst. Mit dem winzigen Part des Komponisten Franz Liszt in der herzigen Liebesromanze Anni erfolgte sein Abschied von der Zelluloidbranche. Darüber hinaus erhielt Eugen Preiß von der RAVAG eine Reihe von Auftrittsmöglichkeiten in sowjetkontrollierten, kommunistischen Hörfunksendungen. Anschließend begab sich der Wiener Künstler in den Ruhestand. Er starb 1961 im Altersheim der Israelitischen Kultusgemeinde Wien, sein Grab befindet sich auf dem Neuen jüdischen Friedhof des Wiener Zentralfriedhofs.

## Filmografie
Als Schauspieler, wenn nicht anders angegeben:
- 1920: Die Frau in Weiß
- 1920: Die Würghand
- 1920: Theodor Herzl, der Bannerträger des jüdischen Volkes
- 1921: Mozarts Leben, Lieben und Leiden
- 1921: Der tote Hochzeitsgast (auch Drehbuch)
- 1922: Ludwig II.
- 1922: Verklungene Zeiten
- 1922: Das Haus Molitor
- 1923: Mutters Gebet! (Regie und Drehbuch) (Kurzfilm)
- 1923: Ost und West
- 1924: Ponte Brolla (nur Drehbuch)
- 1924: Der Fluch
- 1925: Haifische der Nachkriegszeit (auch Co-Regie)
- 1927: Der Abtrünnige
- 1929: Ruhiges Heim (Kurztonfilm)
- 1941: Heimkehr
- 1947: Der Prozeß
- 1948: Anni

## Hörspiele (Auswahl)
- 1947: Ludwig Anzengruber: Heimg’funden – Regie: Julius Filip (Hörspielbearbeitung – ORF-W)
- 1948: Jeremias Kreutz: Bildhauer Stammel – Bearbeitung und Regie: Hans Nüchtern (Hörspielbearbeitung – ORF-W)
- 1950: N. A. Nekrassow: Geburt eines Dichters – Regie: Otto Ambros (Hörspielbearbeitung – ORF-W)
- 1950: Emmet Lavery: Monsignores große Stunde (Professor) – Bearbeitung und Regie: Hans Nüchtern (Hörspielbearbeitung – ORF-W)
- 1951: Friedrich Hölderlin: Der Tod des Empedokles (3. Sklave) – Bearbeitung und Regie: Ludwig Unger (Hörspielbearbeitung – ORF-W)
- 1951: N.N.: Steckbrief nach Katimba – Regie: Franz Josef Engel (Hörspiel – ORF-W)

Quelle: Ö1-Hörspieldatenbank